# Николајев
Николајев (рус. Николаев) или Миколајив (укр. Миколаїв), град је у Украјини, у Николајевској области. Налази се на ушћу реке Инхул у Јужни Буг, 65 километара од ушћа Јужног Буга у Црно море.
Одеса се налази 100 километара југозападно, а лучки град Херсон 60 километара југоисточно. Према процени из 2012. у граду је живело 497.032 становника.
Руска војска је заузела турско насеље који је постојало на овом месту 1789. Указом Катарине Велике од 7. септембра 1789, ово место је проглашено за морнаричку базу. Изградњом града и бродоградилишта су руководили кнез Потемкин и Михаил Фалејев. Град је добио име Николајев. Кроз историју, бродоградња је увек била главна привредна активност.

## Назив
Град има два имена, украјинско и руско; постоји неколико пресловљавања сваког имена. Украјинско име града је Микола́їв, пресловљено као Миколајев. Руско име града, Никола́ев, пресловљено Николајев.
Оснивање града омогућила су руска освајања током Другог руско-турског рата 1787–1792. Основао га је кнез Григориј Потемкин, а Николајев је био последњи од многих градова које је основао. Дана 27. августа 1789., Потемкин је наредио његово оснивање у близини пристаништа на ушћу реке Ингул, на високом, хладном и прозрачном месту где се река Ингул улива у реку Јужни Буг. За изградњу града довео је сељаке, војнике и турске заробљенике; током 1789. тамо је радило 2.500 људи. Прво су изграђена бродоградилишта (1788).
Потемкин је град назвао по Светом Николи, заштитнику морепловаца, на чији дан (6. децембра) је извојевао победу у опсади Очакова 1788. године. Име Николајев је познато из правног писма број 1065 од кнеза Потемкина Михаилу Фалејеву од 27. августа 1789. године.
Године 1920, након успостављања совјетске власти, Одеско покрајинско веће (радничких и сељачких посланика) упутило је петицију совјетској украјинској влади — Свеукрајинском централном извршном комитету (ВУТСИК) — да преименује град Николајев у Вернолењинск. Пошто је град Николајев био окружни центар Одеске покрајине, претпоставља се да је петицију покренуло градско веће Одесе, али документарни докази о томе до сада нису пронађени. Дана 15. априла 1924. Пленум Централне административно-територијалне комисије ВУТСИК-а размотрио је и одбио представку Одеског извршног комитета. Можда су чланови совјетско-украјинске владе сматрали да то име звучи превише покорно.
Информације у вези са наводним преименовањем Николајева пренете су на немачким мапама из 1920-их и 1930-их, као иу немачким енциклопедијским публикацијама из 1927. и 1932. године, које приказују Вернолењинск на делу европских мапа СССР-а. Град је означен као Николајев у публикацијама исте карте на другим језицима.
Да би се Николајев разликовао од много мањег града Николајева на западу Украјине у Лавовској области, овај други се понекад назива Николајев на Дњестру по главној реци на којој се налази, док се први налази на Јужном Бугу, другој великој реци, а понекад се назива и Николајев на Бугу.

## Административни статус
Николајев је административни центар Николајевске области, као и Николајвског и Витовског рејона у оквиру области. Административно је укључен као град од обласног значаја и не припада ниједном од два наведена рејона.

## Географске карактеристике
Николајев се налази на полуострву у украјинској степској области 65 km (40 mi) од Црног мора дуж естуара реке Јужни Буг (место где се река Ингул улива у њу).
И река Ингул и река Јужни Буг имају веома кривудаве токове непосредно пре него што се споје у североисточном углу Николајева. Ово је створило неколико дугих и уских полуострва северно од Николајева, а главни део Николајева се налази на полуострву у реци Јужни Буг.
Николајев се налази на претежно равном терену (степски регион за производњу житарица у јужној Украјини). Најближе планине Николајеву су 300 km (190 mi) јужно, на јужном крају полуострва Крим. Недостатак било каквих планинских баријера северно од Николајева значи да веома хладни арктички ветрови могу да дувају на југ, неометани било којом надморском висином терена, до Николајева зими.
Површина града је 260 km2 (100 sq mi).
Николајев се налази у другој временској зони (источноевропско време).

### Екологија
Еколошки проблеми Николајева су типична за многе градове у Украјини: загађење воде, ваздуха и подземних вода; квалитет воде за пиће, бука, управљање отпадом и очување биолошке разноврсности у граду. Један од најхитнијих проблема Николајева је одлагање чврстих отпадних материја.
Град има 18 очуваних локација, укупне површине око 12 km2 (4,6 sq mi):
- Николајевски зоолошки врт
- Споменици пејзажне уметности: Парк Перемохи, Парк Народна башта, Парк падобранаца 68, Трг, Сивашки, Булевар Бункер, Парк Линеа, Парк младих хероја; Омладински парк у округу Ингул[11]
- Трг сећања на ботанички споменик природе
- Граница резервата природе Дубки
- Шумски резерват Балабановка
- Резервоар Хидролошког резервата
- Хидролошки споменик природе Турска чесма
- Ботанички споменик природе Дубка (храст) 4

### Клима
Клима у граду је умерено континентална са благим зимама и топлим летима. Просечна температура у Николајеву је 10 °C (50 °F). Најнижа просечна температура је у јануару −3,1 °C (26,4 °F), највиша у јулу 22,3 °C (72,1 °F).
Николајев има просечно 472 мм падавина годишње, са најмањом количином падавина у октобру, а највише у јулу. Снежни покривач у Николајеву има сваке године, али је његова висина мала.
Просечна релативна влажност ваздуха је 73% годишње; најмања влажност је у августу (60%); највише у децембру (86%). Најнижи облаци се виде у августу; највише су у децембру.
Преовлађујући ветрови долазе са севера; најређи извор ветра је југоисточни. Максимална брзина ветра је у фебруару, најмања од јула до септембра. У јануару је просечна брзина ветра 4,1 м/с (метара у секунди); у јулу просек је 3,1 м/с.
| Клима Николајев (1981–2010, екстреми 1900–2015)                                                | Клима Николајев (1981–2010, екстреми 1900–2015) | Клима Николајев (1981–2010, екстреми 1900–2015) | Клима Николајев (1981–2010, екстреми 1900–2015) | Клима Николајев (1981–2010, екстреми 1900–2015) | Клима Николајев (1981–2010, екстреми 1900–2015) | Клима Николајев (1981–2010, екстреми 1900–2015) | Клима Николајев (1981–2010, екстреми 1900–2015) | Клима Николајев (1981–2010, екстреми 1900–2015) | Клима Николајев (1981–2010, екстреми 1900–2015) | Клима Николајев (1981–2010, екстреми 1900–2015) | Клима Николајев (1981–2010, екстреми 1900–2015) | Клима Николајев (1981–2010, екстреми 1900–2015) | Клима Николајев (1981–2010, екстреми 1900–2015) |
| Показатељ \ Месец                                                                              | .Јан.                                           | .Феб.                                           | .Мар.                                           | .Апр.                                           | .Мај.                                           | .Јун.                                           | .Јул.                                           | .Авг.                                           | .Сеп.                                           | .Окт.                                           | .Нов.                                           | .Дец.                                           | .Год.                                           |
| ---------------------------------------------------------------------------------------------- | ----------------------------------------------- | ----------------------------------------------- | ----------------------------------------------- | ----------------------------------------------- | ----------------------------------------------- | ----------------------------------------------- | ----------------------------------------------- | ----------------------------------------------- | ----------------------------------------------- | ----------------------------------------------- | ----------------------------------------------- | ----------------------------------------------- | ----------------------------------------------- |
| Апсолутни максимум, °C (°F)                                                                    | 14,0 (57,2)                                     | 18,1 (64,6)                                     | 24,1 (75,4)                                     | 32,3 (90,1)                                     | 37,4 (99,3)                                     | 37,8 (100)                                      | 40,0 (104)                                      | 40,1 (104,2)                                    | 36,5 (97,7)                                     | 32,9 (91,2)                                     | 23,4 (74,1)                                     | 15,6 (60,1)                                     | 40,1 (104,2)                                    |
| Максимум, °C (°F)                                                                              | 0,9 (33,6)                                      | 2,0 (35,6)                                      | 7,7 (45,9)                                      | 15,8 (60,4)                                     | 22,6 (72,7)                                     | 26,5 (79,7)                                     | 29,3 (84,7)                                     | 29,0 (84,2)                                     | 22,7 (72,9)                                     | 15,6 (60,1)                                     | 7,5 (45,5)                                      | 2,5 (36,5)                                      | 15,2 (59,4)                                     |
| Просек, °C (°F)                                                                                | −1,9 (28,6)                                     | −1,5 (29,3)                                     | 3,1 (37,6)                                      | 10,2 (50,4)                                     | 16,4 (61,5)                                     | 20,5 (68,9)                                     | 23,1 (73,6)                                     | 22,6 (72,7)                                     | 16,9 (62,4)                                     | 10,6 (51,1)                                     | 4,0 (39,2)                                      | −0,4 (31,3)                                     | 10,3 (50,5)                                     |
| Минимум, °C (°F)                                                                               | −4,5 (23,9)                                     | −4,5 (23,9)                                     | −0,5 (31,1)                                     | 5,4 (41,7)                                      | 11,0 (51,8)                                     | 15,2 (59,4)                                     | 17,5 (63,5)                                     | 16,8 (62,2)                                     | 11,9 (53,4)                                     | 6,4 (43,5)                                      | 1,1 (34)                                        | −3,0 (26,6)                                     | 6,1 (43)                                        |
| Апсолутни минимум, °C (°F)                                                                     | −29,7 (−21,5)                                   | −28,8 (−19,8)                                   | −20,8 (−5,4)                                    | −7,9 (17,8)                                     | −1,2 (29,8)                                     | 4,2 (39,6)                                      | 9,4 (48,9)                                      | 4,6 (40,3)                                      | −1,4 (29,5)                                     | −13,4 (7,9)                                     | −18,2 (−0,8)                                    | −24,6 (−12,3)                                   | −29,7 (−21,5)                                   |
| Количина падавина, mm (in)                                                                     | 27,6 (1,087)                                    | 29,6 (1,165)                                    | 26,0 (1,024)                                    | 28,5 (1,122)                                    | 44,3 (1,744)                                    | 49,9 (1,965)                                    | 48,3 (1,902)                                    | 34,2 (1,346)                                    | 41,6 (1,638)                                    | 32,4 (1,276)                                    | 34,1 (1,343)                                    | 31,9 (1,256)                                    | 428,4 (16,866)                                  |
| Дани са падавинама (≥ 1.0 mm)                                                                  | 5,7                                             | 5,5                                             | 5,5                                             | 5,4                                             | 6,0                                             | 6,6                                             | 5,5                                             | 3,8                                             | 4,8                                             | 4,6                                             | 5,0                                             | 6,1                                             | 64,5                                            |
| Релативна влажност, %                                                                          | 84,2                                            | 82,2                                            | 76,6                                            | 67,9                                            | 64,1                                            | 64,8                                            | 60,8                                            | 59,2                                            | 67,4                                            | 75,1                                            | 84,0                                            | 86,1                                            | 72,7                                            |
| Сунчани сати — месечни просек                                                                  | 69                                              | 74                                              | 122                                             | 181                                             | 263                                             | 289                                             | 308                                             | 295                                             | 232                                             | 168                                             | 69                                              | 52                                              | 2.122                                           |
| Извор #1: Светска метеоролошка организација                                                    |                                                 |                                                 |                                                 |                                                 |                                                 |                                                 |                                                 |                                                 |                                                 |                                                 |                                                 |                                                 |                                                 |
| Извор #2: Европска процена климе и скуп података (екстреми 1900–2015), НОАА (сунце, 1961–1990) |                                                 |                                                 |                                                 |                                                 |                                                 |                                                 |                                                 |                                                 |                                                 |                                                 |                                                 |                                                 |                                                 |

## Историја
Археолози су пронашли доказе о древним насељима на територији Николајева. Археолози су 2018. открили потопљени старогрчки брод у близини Николајевске области. Брод је из 5. века пре нове ере, периода грчке колонизације Северног Црног мора. Истраживачи су рекли да је "овај старогрчки брод један од најстаријих познатих у Северном Црном мору",
Историја града је увек била уско повезана са бродоградњом. Град је основао 1789. године руски генерални губернатор Новорусије, кнез Григориј Потемкин, у почетку као бродоградилиште које је названо једноставно Ново бродоградилиште на реци Ингул. Кнез Потемкин је потписао наредбу о изградњи бродоградилишта 27. августа 1789. године, што се сматра датумом оснивања града. Бродоградилиште је било намењено за поправку поморских бродова у руско-турском рату. Касније, Потемкин је наредио да се бродоградилиште назове "Николајев" у знак сећања на датум када је Очаков пао у руке руских трупа под његовом командом 6. децембра 1788., на празник Светог Николе (Светог Николаја) по календару Руске православне цркве.
Штаб Црноморске морнарице Руске империје био је у Николајеву више од 100 година све док га царска руска морнарица није преместила у Севастопољ, близу најјужније тачке полуострва Крим. Током Кримског рата (1853-1856), Николајев је постао главна позадинска база за подршку напорима Русије у рату. Већина предузећа која су настала у граду припадала је војно-индустријском комплексу, па је, следствено, и Николајев, деценијама био затворен за странце.
У марту 1816, адмирал Алексеј Грејг је постављен за гувернера града. Док је био на тој дужности до 1833. године, учинио је много за Николајев. Изграђени су лучки објекти. Основано је кредитно друштво (задруга), а Николајев је повећао своју поморску трговину. У граду је изграђен Морски булевар, заједно са тротоарима. Осим тога, изграђене су отворене мушке и женске школе, као и прихватилиште. Адмирал Грејг је 1820. године основао Морску астрономску опсерваторију у Николајеву. Тамо је 1826. основао први штаб руске морнарице. То је била локација за борбену обуку флоте и планирање рата.
Од 1860. до 1871. војни гувернер Николајева био је Богдан фон Глазенап. Подстицао је стране бродове да пристају у трговачку луку и подстицао странце да се населе у Николајеву. Као резултат тога, стране владе су тамо основале конзулате. То је довело до трансформације Николајева у велику трговачку луку.
До краја 19. века, Николајевска лука је била на трећем месту у Руској Империји, после Санкт Петербурга и Одесе, у трговини са иностранством. Поред тога, извозници жита из степског региона (Украјине и Јужне Русије) били су највећи у Руској империји. Николајев је постао велики индустријски центар у Јужној Украјини.
Николајев је био главни јеврејски центар у Руској Империји у 19. веку. У 19. веку, царске владе су углавном забрањивале Јеврејима да живе источно од реке Дњепар. Николајев се налази у области западно од Дњепра, где је Јеврејима било дозвољено да бораве.
Године 1918. Николајев су окупирале стране трупе. Године 1920. успостављена је совјетска власт.
На почетку Другог светског рата Николајев је окупиран 16. августа 1941. У септембру су немачке снаге масакрирале преко 35.000 цивила, од којих су многи били Јевреји, у граду и региону. Током окупације, подземна партизанска диверзантска група, Николајевски центар је водио герилске активности. Град је ослобођен 28. марта 1944., делом због падобранаца под командом совјетског потпоручника Константина Ф. Олшанског и њиховог смелог напада током којег је већина убијена.
У послератном периоду Николајев је постао један од центара бродоградње СССР-а, са три бродоградилишта: Црно море, 61 Комунара и Океан.
Астероид "8141 Николајев" (1982 СО4) је 1982. открио Николај Черних у Кримској астрофизичкој опсерваторији и назвао га у част града.
У марту 2012. Николајев је доспео у свим светским медијима због случаја безакоња и полицијске корупције након силовања и убиства Оксане Макар. Њена три нападача су ухапшена, али су двојица пуштена због породичних веза са званичницима локалне власти. Након негодовања медија и јавних протеста, сва тројица нападача оптужена су за њено убиство.
Током евромајданских протеста, Николајев је био поприште протеста против Јануковича. После победе Евромајдана, ситуација се донекле смирила све до 7. априла 2014. године, када су поједини проруске снаге покушале да заузму зграду локалне управе. Проукрајинске снаге су их спречиле да заузму управну зграду и уништиле проруски логор недалеко од ње, након чега се ситуација у граду смирила.
У марту 2022, Николајев је био нападнут и био је под опсадом руских војних снага, као део руске инвазије на Украјину 2022.

## Демографија
| Етничка припадност | 1897  | 1926  | 1939  | 1959  | 1989  | 2001  | 2017 |
| ------------------ | ----- | ----- | ----- | ----- | ----- | ----- | ---- |
| Украјинци          | 8.5%  | 29.9% | 49.7% | 59.7% | 63.2% | 72.6% | 84%  |
| Руси               | 66.3% | 44.6% | 31.0% | 30.3% | 31.2% | 22.6% | 12%  |
| Јевреји            | 19.5% | 20.8% | 15.2% | 6.8%  | 2.1%  | 0.5%  |      |
| Белоруси           | 0.2%  | 0.3%  | 0.7%  | 1.0%  | 1.1%  | 0.8%  |      |
| Бугари             | 0.1%  | 0.2%  | 0.6%  | 0.6%  |       |       |      |
| Пољаци             | 2.8%  | 1.7%  |       |       |       |       |      |
| Немци              | 0.9%  | 1.1%  | 0.9%  | 0.1%  |       |       |      |

Од 2017. године, 63% становништва говорило је руски као матерњи, 7% украјински, а 28% је подједнако говорило и украјински и руски.

## Одликовање
Совјетска влада је 31. децембра 1970. одликовала Николајев Орденом Црвеног барјака за успешно испуњавање задатака за развој индустријске производње у петогодишњем економском плану СССР-а.

## Управни окрузи
Николајев је подељен на четири округа:
- Централни округ налази се на северозападу града
- Заводски округ налази се у западном делу града
- Ингулски округ (бивши Лењински округ) обухвата источни део града
- Корабелњијев округ обухвата јужни део града

## Званични симболи
Николајев је свој садашњи грб усвојио 26. септембра 1997. године. Његов дизајн потиче од дизајна грба усвојеног 1883. године, након уклањања симбола Херсонске губерније којој Николајев више није припадао.
Николајев је усвојио своју садашњу заставу 2. јула 1999., а своју химну 11. септембра 2004.

## Економија

### Бродоградња
Данас је Николајев велики бродоградитељски центар Украјине (као и раније читавог Совјетског Савеза) и важна речна лука. Град има три велика бродоградилишта од којих је једно способно за изградњу великих морнаричких бродова. Остале важне индустрије су машинство, електроенергетика, металургија и последњих 10 година – прехрамбена индустрија.
Николајев је био затворен за стране посетиоце до касних 1980-их због многих тајних пројеката совјетске морнарице (као и базе Миколајвског ваздухопловства, фабрике турбина и војне луке). Већина површинских бродова совјетске морнарице, укључујући њен једини носач авиона, Носач авиона Адмирал Кузњецов, изграђена је у Николајеву.
У мају 2011. године украјински председник Виктор Јанукович посетио је Николајев и изјавио да је Украјина озбиљна у погледу оживљавања и даљег развоја своје бродоградње у Николајвској области.

### Остале гране индустрије
Једно од највећих предузећа у граду је Николајевска фабрика алуминијума, која производи сировину за производњу алуминијума.
Поред тешке индустрије, град има развијену прехрамбену индустрију, укључујући произвођача сокова Сандору, произвођача млечних производа Лакталис-Николајев и пивару Јантар. Предузеће Нибулон је једно од водећих на украјинском аграрном тржишту.
Николајевска оклопна фабрика била је велико постројење за поправку украјинских оклопних возила током рата у Донбасу. Инжењери у фабрици су дизајнирали оклопно возило хитне помоћи засновано на БТР-70 које користе украјинске оружане снаге.
У јануару 2017. године, Развојна агенција Николајева објавила је промо видео о инвестиционом потенцијалу града.

## Украјинско војно присуство
Николајев, као важан стратешки град на југу Украјине, има значајно украјинско војно присуство, укључујући бродоградилишта која граде украјинске морнаричке бродове, базу Украјинске морнарице, фабрику за поправку авиона „МАРП“и војну базу Кулбакино (у Николајевској области, изван града Николајева).
Претходно, много година после Другог светског рата, град је био дом 92. гардијске стрељачке дивизије. У граду је смештена 79. аеромобилна бригада.

## Саобраћај
Николајев је једно од најважнијих саобраћајних чворишта Украјине. То је главна комерцијална речна и морска лука, и главни друмски и железнички чвор. Николајев такође има путнички и теретни аеродром са двоструком функцијом, али обим линија на аеродрому није значајан, у поређењу са главним аеродромима у Украјини. Поред аеродрома и морске и речне луке, Николајев има две железничке станице и међуградску аутобуску станицу.

### Ваздушни саобраћај
Међународни аеродром Николајев (IATA код NLV), један од највећих и технички најбоље опремљених аеродрома на југу Украјине, опслужује град. Аеродром, који се налази северозападно од Николајева, углавном се користи за ваздушни превоз терета и има само ограничену услугу превоза путника. Руска авио компанија Утаир offers има летове из Николајева до Москве (Аеродром Внуково). Поред тога, постоје једносатни путнички летови од Одесе (најближи већи аеродром) до Николајева. Скоро све авио-путничке услуге на југозападу Украјине (где се налази Николајев) одвијају се преко међународног аеродрома у Одеси: да би дошли до Николајева, туристи углавном стигну до Одесе авионом, а затим иду аутобусом, таксијем или возом, отприлике 2 сата, до Николајева. Одеса, највећи град у југозападној Украјини, удаљена је 132 km (82 mi) од Николајева.
Аеродром Кулбакино, такође познат као Николајев, је војна ваздушна база класе I која се налази југоисточно од центра града, у Кулбакину. У њој су смештени авиони модела Сухој Су-24, Сухој Су-25, Сухој Су-27, и МиГ-29.

### Аутобуске линије
Николајев је удаљен 8 ипо сати вожње аутобусом од главне аутобуске станице у Кијеву. Украјинске приватне националне аутобуске компаније Гјунсел и Автолукс возе ноћне аутобуске линије од Кијева до Николајева седам ноћи недељно. Аутобуска станица у Николајеву налази се на адреси Проспект (авенија) Бохојавленски 21.

### Путеви
Главни аутопут север-југ који пролази кроз Николајев је Х (или М)-14.
Главни аутопут Исток-Запад који пролази кроз Николајев је Е-58 М-14 (запад, а затим југ до Одесе), а југоисточно до Херсона, главне луке на реци Дњепар, непосредно пре њеног уливања у Црно море. Е-58 М-14 затим наставља на исток до главног индустријског града и луке у југоисточној Украјини, Маријупоља.
Главни аутопутеви за и из Николајева су од Херсона (65 km (40 mi)), Одесе (120 km (75 mi)), Умања (320 km (199 mi)), Кишињева, Молдавије (325 km (202 mi)), Крима (350 km (217 mi), Кијева (500 km (311 mi), Харкова (520 km (323 mi), Лавова (350 km (217 mi) (Западна Украјина). Путеви Украјине, укључујући и оне који воде из Николајева су обично лоше одржавани и могу бити веома опасни.
Путеви кроз Николајев укључују:
- евроазијски транспортни коридор исток-запад: Одеса — Николајев — Херсон — Џанкој — Керч.
- коридор Организације за црноморску економску сарадњу: Рени — Измаил — Одеса — Николајев — Херсон — Мелитопољ — Бердјанск — Маријупољ — Новоазовск.

пут М-14 (Одеса — Новоазовск), који има излаз на главни аутопут М-18 (Јалта — Симферопољ — Харков).

#### Мостови
Николајев, који се налази на ушћу две велике реке, има два главна моста.
Варваривски мост преко Јужног Буга је покретни мост са највећом дужином у Европи 134 м. То је уједно и најјужнији мост преко Јужног Буга. Мост повезује северну обалу Николајева са централним рејоном, који се налази на западној обали реке. Аутопут прелази преко моста, а затим наставља на југозапад до Одесе.
Још један велики мост је мост Ингул преко реке Ингул. Мост води од северне обале Николајева, аутопут "Хероји Стаљинграда" прелази преко моста.

### Железница
Ноћне линије возовима су веома уобичајен начин путовања у Украјини, јефтинији, удобнији и бржи од аутобуса – и еколошки прихватљивији. Постоје ноћни возови са главне путничке железничке станице у Кијеву до Николајева.
Поред Кијева, возови из Николајева редовно саобраћају до два најближа велика града: Одесе (југозападно од Николајева) и Херсона (јужно од Николајева). Директни возови за Москву (26 сати), Кијев (8—10 сати), Лавов (18 сати), Одесу (5 сати), Крим (8 сати) полазе сваког дана. Сви возови имају вагоне.
Николајевска путничка железничка станица се зове Николајев – Путничка. Налази се на раскрсници авеније Миру и Новозаводске 5. Николајевска теретна железничка станица се зове Николајев-Грузовој (терет). Налази се на Тргу Привокзална.

### Водени транспорт
Иако је главна украјинска комерцијална морска лука, Николајев нема редовну путничку линију. Водени саобраћај нуде три морске луке и једна речна лука, као и неколико терминала. Лука је повезана са морем каналом Дњепар-Буг ушћа. Канал почиње на острву Березан и протеже се 44 km (27 mi) до луке Николајев. Канал се састоји од 13 колосека, од којих 6 стижу до ушћа Дњепра, а остале — дуж реке Јужни Буг. Ширина канала је 100 метара. Његова дубина је 10,5 метара.
Велики океански бродови могу да стигну до Николајева током целе године, преко реке Јужни Буг. Река Јужни Буг, која се улива у Црно море 65 km (40 mi) јужно од Николајева, широка је 1,5 km (0,93 mi) у Николајеву. Николајевска путничка речна лука налази се на Варваровском спуску (силазак) 5.
Луке су:
- Николајевска трговачка лука
- Специјализована морска лука Оливија[48]
- Трговачка лука Дњепар-Буг
- Речна лука Ниуколајев
- Морска специјализована лука Ника-Тера

### Градски транспорт
Главни облици градског превоза су маршрутке, фиксне руте, аутобуси, тролејбуси и трамваји.

#### Трамваји
Дужина николајевских трамвајских линија је 73 километра. Од 1897. до 1925. николајевске трамваје вукли су коњи. Трамваји су почели да се покрећу на струју од 1915. године. У почетку, колосеци су били 1000 милиметарски, али су у периоду од 1952. до 1972. замењени стандардним колосецима.

#### Тролејбуси
Дужина николајевских тролејбуских линија је 59 километара. Николајевски тролејбуси саобраћају од 29. октобра 1967. године.

## Образовање
У Николајеву постоји неколико универзитета. Главни универзитети су: Национални универзитет за бродоградњу Адмирал Макаров (водећи универзитет за бродоградњу у Украјини), Црноморски државни универзитет Петро Мохила, Национални универзитет Сухомлински у Николајеву и Николајевски државни аграрни универзитет.
Национални универзитет Сухомлинског у Николајеву је најстарији универзитет у Николајеву. Идеја о оснивању универзитета настала је 1860-их, али је реализована тек 18. јула 1913. године, када је основан Николајевски учитељски институт. Данас на универзитету студира 7.000 студената, 300 наставника који раде на 36 одељења. Годишње универзитет дипломира 1.000 специјалиста и 60-70 постдипломаца.
У Николајеву постоји 10 високошколских установа III и IV нивоа акредитације. У граду постоји 65 општеобразовних школа, лицеја, гимназија, 3 вечерње школе и 12 приватних установа за учење.
У анкети у јуну–јулу 2017. одрасли испитаници су пријавили следеће нивое образовања:
- 5% основног или непотпуног средњег образовања.
- 26% опште средње образовање.
- 31% средње стручно образовање.
- 38% универзитетско образовање (укључујући непотпуно факултетско образовање).

## Религија
Николајев је седиште Николајевске епископије Украјинске православне цркве Московске патријаршије, која у граду има 18 цркава (храмова).
Николајев је такође седиште Николајевске епископије Украјинске православне цркве Кијевске патријаршије.
Анкета у јуну–јулу 2017. објавила је следеће резултате за Николајев:
- 19% Украјинска православна црква Кијевске патријаршије.
- 16% Украјинска православна црква Московске патријаршије.
- 16% атеиста.
- 4% припада другим религијама.
- 44% верује у Бога, али не припада ниједној религији.
- 2% се није изјаснило.

## Култура
У Николајеву постоје три позоришта сценских уметности: Академско украјинско позориште драме и музичке комедије, Николајевско државно позориште лутака и Николајевско академско уметничко руско драмско позориште. Поред тога, у граду наступа Николајевска обласна филхармонија.
У Николајеву постоје следећи музеји: Регионални завичајни музеј Николајев, Музеј бродоградње и флоте, Музеј партизанског покрета Другог светског рата, Уметнички музеј В. В. Верешчагина.
У Николајеву раде три биоскопа: Родина (Отаџбина), Пионир, Мултиплекс. Приказани филмови укључују најновије холивудске филмове синхронизоване на украјинском језику и модерне руске филмове.

## Медији
Популарне публикације укључују Вечерњи Николајев, Николајевске новости и Јужнаја Правда (Јужна истина). Многе публикације имају и своју интернет верзију.
Телевизијски програми који се емитују у Николајеву садрже филмове, вести, драме, цртане филмове и професионалне спортске догађаје као што је украјински фудбал. Николајев има следеће ТВ канале: 1+1; 2+2; 5 Канал; ICTV; Inter; Real Estate TV; Tonis: K1: Kanal Ukraina; Kultura; CTB; TV: TET; и TRK.

## Спорт
Николајев има представника у украјинској бенди федерацији.
МФК Николајев (Општински фудбалски клуб Николајев, укр. Муниципальниј футбольниј клуб Миколаив) је украјински фудбалски клуб. Клуб је наступао четири сезоне у Премијер лиги Украјине. Најбољи пласман МФК Николајева у украјинској Премијер лиги било је 13. место (1994–95). МФК Николајев је освојио 1. место у групи А Треће лиге у сезони 2010/11 и остварио је промоцију у Другу лигу у којој и данас наступа. Главни фудбалски стадион у Николајеву налази се на западном крају Централног проспекта.
Професионални кошаркашки тим Николајева је МКК Николајев. Тим је завршавао сезону као другопласирани или трећепласирани неколико пута од 1988. године. МКК Николајев тренутно наступа у украјинској кошаркашкој Суперлиги, највишој кошаркашкој лиги у Украјини.
Николајевски студенти освојили су две златне и бронзане медаље на Купу Украјине у академском веслању. 

## Партнерски градови
- Санкт Петербург
- Галаци
- Москва
- Боржоми
- Бурса
- Лион
- Мало Трново
- Плевен
- Тјенцин
- Жешов
- Тираспољ
- Деџоу